# 2. československá fotbalová liga 1976/1977
V soubojích 45. ročníku druhé nejvyšší fotbalové soutěže – 2. československé fotbalové ligy 1976/77 – se utkalo 16 mužstev každý s každým dvoukolovým systémem podzim–jaro. Tento ročník začal v sobotu 14. srpna 1976 a skončil v sobotu 11. června 1977. Po sezoně došlo k reorganizaci nižších soutěží, druhá liga byla rozdělena na 3 skupiny a tento stav vytrval až do konce ročníku 1980/81.

## Konečná tabulka
| Poř. | Tým                            | Z  | V  | R  | P  | VG | OG | B  |
| ---- | ------------------------------ | -- | -- | -- | -- | -- | -- | -- |
| 1.   | TJ Tatran Prešov               | 30 | 23 | 4  | 3  | 64 | 21 | 50 |
| 2.   | ASVŠ Dukla Banská Bystrica     | 30 | 18 | 10 | 2  | 55 | 21 | 40 |
| 3.   | TJ LIAZ Jablonec nad Nisou (S) | 30 | 15 | 4  | 11 | 48 | 33 | 34 |
| 4.   | TJ ŽD Bohumín (N)              | 30 | 12 | 9  | 9  | 39 | 27 | 33 |
| 5.   | TJ Baník UD Příbram            | 30 | 13 | 7  | 10 | 41 | 35 | 33 |
| 6.   | TJ TŽ Třinec (S)               | 30 | 14 | 5  | 11 | 36 | 34 | 33 |
| 7.   | TJ SONP Kladno                 | 30 | 13 | 6  | 11 | 41 | 44 | 32 |
| 8.   | TJ Plastika Nitra              | 30 | 11 | 8  | 11 | 41 | 44 | 30 |
| 9.   | TJ Strojárne Martin            | 30 | 13 | 4  | 13 | 40 | 46 | 30 |
| 10.  | TJ ČH Bratislava (N)           | 30 | 12 | 4  | 14 | 38 | 28 | 28 |
| 11.  | TJ Spartak BS Vlašim           | 30 | 10 | 7  | 13 | 42 | 39 | 27 |
| 12.  | TJ Vítkovice                   | 30 | 9  | 5  | 16 | 23 | 42 | 23 |
| 13.  | TJ Kovostroj Děčín (N)         | 30 | 6  | 10 | 14 | 29 | 51 | 22 |
| 14.  | TJ Partizán Bardejov           | 30 | 9  | 7  | 14 | 28 | 52 | 25 |
| 15.  | TJ Zemplín Michalovce          | 30 | 5  | 12 | 13 | 32 | 52 | 22 |
| 16.  | TJ ZVL Považská Bystrica       | 30 | 4  | 12 | 14 | 23 | 44 | 20 |

Poznámky:
- Z = Odehrané zápasy; V = Vítězství; R = Remízy; P = Prohry; VG = Vstřelené góly; OG = Obdržené góly; B = Body; (N) = Nováček (postoupivší z nižší soutěže); (S) = Sestoupivší z vyšší soutěže

|  | Postup do I. čs. fotbalové ligy 1977/78 |